# Кузів Ілля Степанович
Ілля (Ілько) Степанович Кузів (25 липня 1874, с. Денисів, нині Тернопільського району Тернопільської области — 14 листопада 1916, м. Нортгемптон, штат Пенсильванія, США) — український греко-католицький священник, письменник, перекладач, публіцист, фольклорист. Брат Михайла Кузіва.

## Життєпис
Ілля Кузів народився 25 липня 1874 року в селі Денисові, нині Купчинецької громади Тернопільського району Тернопільської области України.
Закінчив гімназію в м. Тернополі, де почав записувати
народні пісні, які надсилав Іванові Франку. Студіював
теологію у Львівському університеті.
1900 року рукопокладений на священника митрополитом Андреєм Шептицьким. Викладав у Львівській духовній семінарії; був секретарем товариства «Міщанська
читальня “Просвіти”», викладачем, настоятелем, секретарем (правління в м. Бережанах) Руської бурси. Тоді ж потоваришував із Тимотеєм Бордуляком та Осипом Маковеєм; продовжував фольклорно-етнографічну діяльність під впливом Івана Франка.
Від 1901 — у США; служив на парафіях міст Вілкс-Барре (1909—1911) та Оліфент (1911—1915) у штаті Пенсильванія.

## Доробок
1900 року видав працю «Короткий погляд на історію читальні Руської духовної семінарії у Львові».
Переклав оповідання словенських письменників Ф. Мешка, Я. Крека та Й. Стритаря (всі — 1900), роман «Пригоди Гекльберрі Фінна» («Пригоди
Гука») Марка Твена, з яким був у дружніх стосунках.
На пропозицію о. Кузіва словенський культурний діяч Я. Шлебінгер переклав «Кобзар» Тараса Шевченка.
Записи народних пісень різних жанрів, які зробив о. Кузів, зберігаються у фондах
Інституту літератури ім. Т. Шевченка та Інституту мистецтвознавства, фольклористики та етнології імені М. Т. Рильського НАН України (м. Київ).